# Албрехт II (Хоенлое-Уфенхайм)
Вижте пояснителната страница за други личности с името Албрехт II.
Албрехт II фон Хоенлое (на немски: Albrexht II von Hohenlohe; † между 17 април и 30 ноември 1312) е господар на Хоенлое и Уфенхайм-Шпекфелд.
Той е големият син на господар Готфрид II фон Хоенлое-Уфенхайм-Ентзе († 1289/1290) и съпругата му Елизабет фон Цолерн-Нюрнберг († 1288), дъщеря на бургграф Фридрих III фон Нюрнберг († 1297). Брат е на Готфрид III фон Хоенлое († 1322), епископ на Вюрцбург (1314 – 1322) и Елизабет († сл. 1307), абатиса на Шефтерсхайм (1300).

## Фамилия
Албрехт II се жени на 7 ноември 1289 г. за графиня Аделхайд фон Берг-Шелклинген († 18 септември 1338), дъщеря на граф Улрих III фон Берг-Шелклинген († сл. 1316) и Луитгард фон Калв. Те имат децата:
- Лудвиг фон Хоенлое-Уфенхайм-Шпекфелд († 1356), женен за графиня Елизабет фон Насау-Вайлбург-Висбаден († ок. 1370)
- Анна († сл. 1340), омъжена 1317 г. за граф Бертхолд VII (X) фон Хенеберг († 1340)
- Елизабет († 1344), омъжена 1317 г. за граф Лудвиг VII фон Ринек († 1330).
- Готфрид († 1326), каноник в Бамберг
- Фридрих († 1352), епископ на Бамберг (1344 – 1352)
- Албрехт († 1372), епископ на Вюрцбург (1345 – 1372)
- Хайнрих († 15 октомври 1356), каноник в Айхщет